# Philip Smith (Pianist)
Philip Smith ist ein englischer Pianist.
Smith ist seit den 1980er Jahren als Konzertpianist aktiv. Er trat mit dem Royal Philharmonic Orchestra, dem BBC Scottish Symphony Orchestra, dem Radio Filharmonisch Orkest und English Chamber Orchestra in Europa, Nordamerika, Asien und Australien auf und spielte u. a. die Klavierkonzerte von Ludwig van Beethoven und Johannes Brahms.
Seine Zusammenarbeit mit der Perkussionisten Evelyn Glennie begann mit einem Auftritt bei den Proms 1989. Es folgten gemeinsame Auftritte am Concertgebouw in Amsterdam, dem Kennedy Center in Washington, der Hollywood Bowl und 1998 am Lincoln Center in New York. 1999 gab er Konzerte in Ostasien und Amerika und spielte in Nottingham seinen dritten Zyklus der Beethoven-Klavierkonzerte. 2000 begann er seine Partnerschaft mit dem Klarinettisten Bernhard Röthlisberger mit Konzerten in der Schweiz und Großbritannien.
In der Symphony Hall in Birmingham und der Royal Festival Hall in London spielte er George Gershwins Rhapsody in Blue, in der Londoner Barbican Hall Edvard Griegs Klavierkonzert mit dem London Philharmonic Orchestra. Unter den CD-Einspielungen Smith’ finden sich die Soirées de Vienne von Franz Liszt, mehrere CDs mit Evelyn Glennie, Kompositionen von Dave Heath mit Evelyn Glennie und dem Saxophonisten John Harle sowie Klarinettensonaten von Johannes Brahms und Gustav Jenner. Smith lebt mit der japanischen Pianistin Noriko Ogawa in London.

## Weblink
- Homepage von Philip Smith